# Issey Miyake
Issey Miyake (japonès: 三宅 一生)  (Hiroshima, 22 d'abril de 1938 - Tòquio, 5 d'agost de 2022) fou un dissenyador de moda japonès, especialista a combinar disseny i tecnologia en l'exploració conceptual d'allò que es considera natural, tant en les seves col·leccions com en els seus dissenys. Va fundar el Miyake Design Studio i des de 1973 va presentar les seves col·leccions a París.
Des dels seus inicis com a dissenyador de moda es va centrar en el concepte d'"una peça de roba" i va explorar la relació entre el cos i la tela que el cobreix. No volia que l'anomenin artista ni tampoc volia ser etiquetat com a dissenyador japonès malgrat que des del punt de vista occidental, ell era ambdues coses. Argumentava que els estereotips limiten els possibles conceptes de disseny i desafiava la convenció com una postura estètica, afirmant que creia en el qüestionament.
Miyake va reinventar la forma de definir els límits de la roba, en contexts funcionals i estètics. Va promoure una col·laboració integral entre les arts plàstiques, la fotografia, les arts aplicades, l'alta tecnologia, l'artesania i la moda, mostrant al món un nou significat del confort.

## Biografia

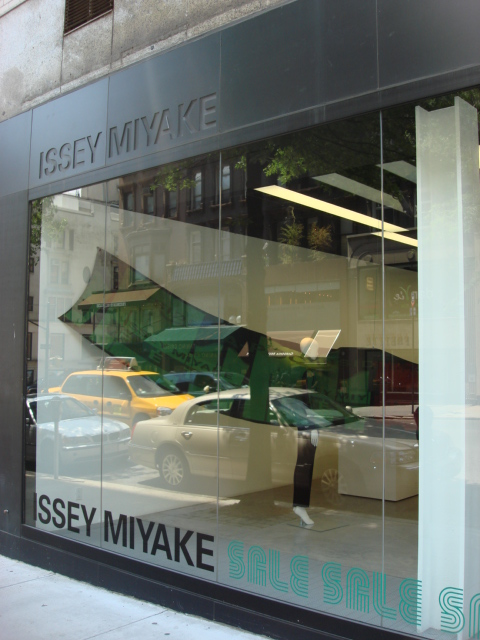
Botiga d'Issey Miyake

Tenia només sis anys quan els Estats Units van deixar caure la bomba atòmica a la seva ciutat. Com a conseqüència d'aquest fet la seva mare va quedar greument ferida i va morir quatre anys més tard, però l'ocupació americana del Japó que succeí després de l'atac, donà a Miyake un primer apropament a la seva cultura, que posteriorment seria determinant.
El seu anhel era triomfar com a dissenyador de moda, i en el 1959 fa un curs d'arts gràfiques a la famosa Universitat d'Art Tama, a Tòquio, traslladant-se cinc anys després a París per continuar treballant en els seus objectius.
Al maig de 1968 Miyake estava estudiant alta costura a París, i va viure de ple la rebel·lió nacional. Va anar a veure com les masses envaïen els carrers i, en observar els parisencs en acció, va començar a buscar respostes a les seves preguntes sobre la moda i a qüestionar-se la idea de superficialitat tradicionalment associada a ella. Es tractava de "crear peces que qualsevol s'hi pogués vestir", que poguessin ser "part de la vida d'una persona, independentment del seu origen cultural o edat".
El seu talent era tan evident que aconseguí el seu primer treball a Guy Laroche al cap de dos anys d'haver arribat a la capital francesa. Més endavant, en el 1969, es trasllada a Nova York per treballar amb Geoffrey Beene, i dos anys més tard, amb els estalvis que n'obté, estableix el seu primer estudi: The Miyake Design Studio, a Tòquio. Un espai concebut com a laboratori (no per a producció i disseny), on Miyake començà a experimentar amb diferents teles i teixits.
En el 1971 funda Miyake International Incorporated i debuta a Nova York amb una col·lecció que partia de l'adaptabilitat i la transparència de les mitges de dona. Estampà imatges de Jimi Hendrix i Janis Joplin amb tècniques similars a les del tatuatge japonès sobre material elàstic amb el color del to de la pell, amb la finalitat de crear l'efecte d'una segona pell.
L'estil d'Issey Miyake està influït pel vestuari japonès, però també recorre a models occidentals. A finals dels vuitanta es pot observar com hi ha intents de fusionar tots dos models. Així, per exemple, una de les seves preferències consisteix a treballar amb els teixits prisats que Mariano Fortuny ideà a principis del segle xx, amb la diferència que els prisats del dissenyador japonès no es confeccionen en seda com els del seu famós precursor, sinó que són en fibra sintètica. Tampoc solia utilitzar colorants naturals.
El 1980 Miyake va dissenyar el vestuari per al ballet de Maurice Béjart, "Casta Diva", interpretat al Centre Pompidou de París. A la dècada dels 80 realitza dues exposicions, “Body Orks” i “A-ÜN” i els elogis que rep des de l'estranger consoliden la seva reputació.
El 1982, Miyake va participar en l'exposició "Arquitectura Íntima: Roba contemporània" a l'Institut de Tecnologia de Massachusetts, i va exhibir la seva roba ja com dissenys arquitectònics.
El 1988 col·labora amb el fotògraf Irving Penn i publica "Fotografies Issey Miyake".
A finals de 1980, havia començat a experimentar amb nous mètodes de prisat que permetessin la flexibilitat de moviment per a l'usuari, així com la facilitat en la seva manipulació i la producció. Això va donar com a resultat una nova tècnica anomenada peça de prisat en el 1993. Les peces primer es tallen i cusen, i entre dues capes de paper, s'introdueixen en una premsa de calor, quedant plegades permanentment. La memòria de la roba conserva els plecs i quan les peces són alliberades del seu capoll de paper, estan llestes per ser utilitzades. Amb aquesta tècnica llança, l'any 1993, la línia "Pleats Please Issey Miyake".
En els anys 90 va col·laborar en diverses ocasions amb William Forsythe i el Ballet de Frankfurt, creant l'any 1991 els vestits amb plecs per una peça anomenada "La pèrdua del petit detall". L'ex ballarina Helen Pickett recorda que "munts i munts de caixes arribaven abans de l'actuació de 1991". Miyake i el seu soci Naoki Takizawa observaven els assajos del ballet de Frankfurt, mai interferint, però sempre en constant observació. Els vestits, que sumaven prop de 300, també van ser els protagonistes del debut de la col·lecció Pleats Please a favor dels prisats. Pickett assenyala: "Miyake també va convidar a diversos ballarins a aparèixer en les desfilades de moda al Japó i París i hem fet presentacions especials".
Miyake tenia una llarga amistat amb Lucie Rie, una austríaca especialitzada en ceràmica artística. Ella li va oferir la seva important col·lecció de ceràmica i botons de porcellana, que s'integraven en els seus dissenys i es presentaven en les noves col·leccions.

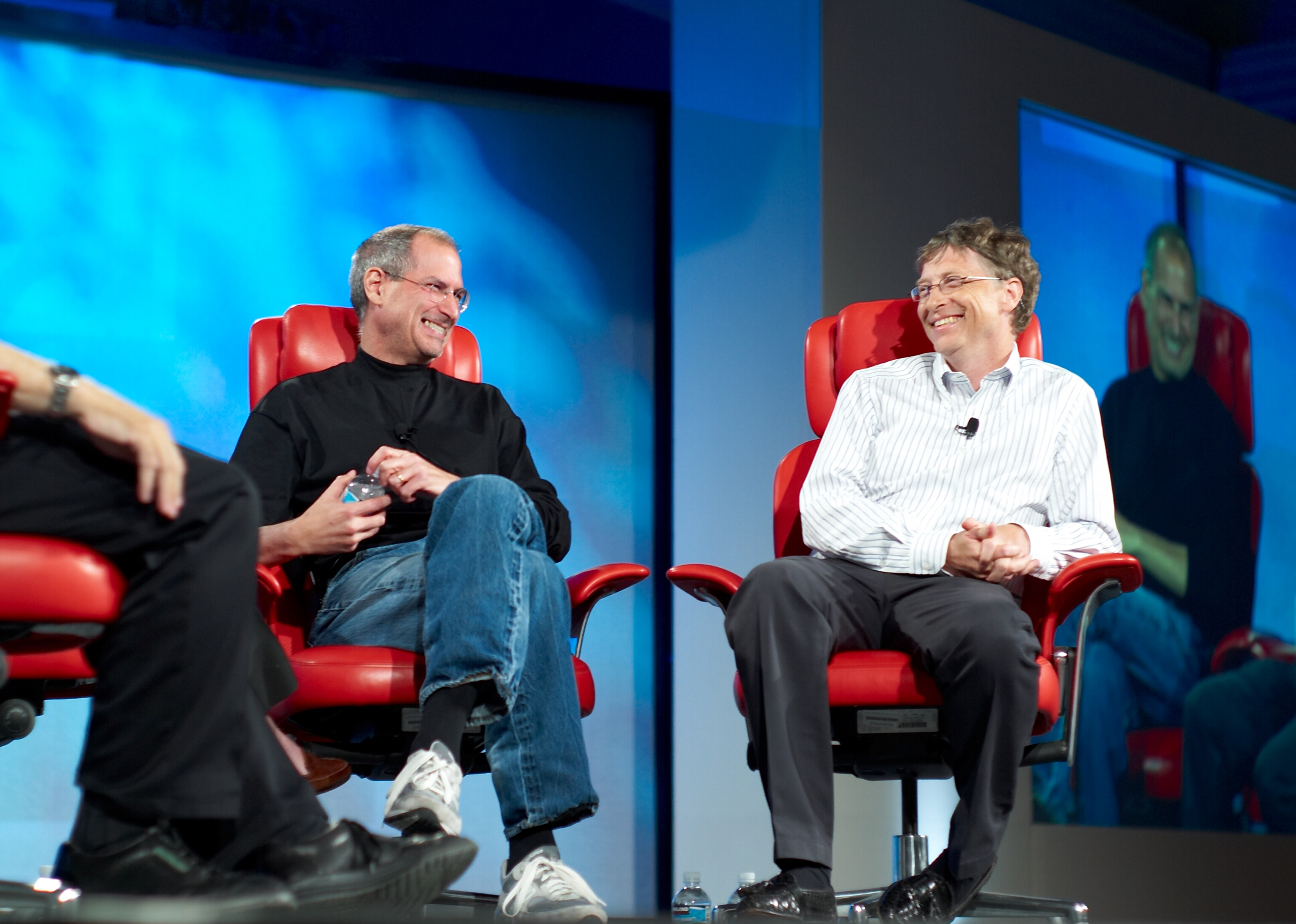
Steve Jobs (a l'esquerra) portant el seu característic coll alt negre d'Issey Miyake. A la dreta Bill Gates

També va desenvolupar amistat amb Steve Jobs, d'Apple, i va produir els colls alts negres (anomenats "de tortuga") que es convertirien en una part de la imatge personal característica de Jobs. Jobs va dir: "Així que li vaig demanar a Issey que em fes alguns dels seus colls negres alts que m'agradaven, i me'n va fer com un centenar".
L'any 1992 dissenyà la jaqueta esportiva que lluiria l'equip de Lituània als Jocs Olímpics de Barcelona.
Els anys 1994 i 1999, Miyake va lliurar la responsabilitat dels dissenys de les col·leccions d'home i dona respectivament, al seu soci Naoki Takizawa, per poder tornar a investigar a temps complet. El 2007, Naoki Takizawa va obrir la seva pròpia marca amb el suport del Grup Issey Miyake i va ser reemplaçat com a director creatiu de la marca, per Dai Fujiwara.
El 2004 va fundar l'Issey Miyake Foundation.
L'any 2007, amb el suport de la fundació, obre el Design Sight 21 21, el primer museu del disseny del Japó, i en va ser un dels directors.
El 2010 inicià el projecte "132 5.Issey Miyake" amb el seu Reality Lab per crear roba innovadora.
A la primavera del 2012, Dai Fujiwara és substituït pel japonès Yoshiyuki Miyamae, actual director creatiu de la marca.
Issey Miyake va ser un dels dissenyadors més respectats i coneguts del país nipó. Els seus dissenys són referits no com a roba o conjunts prêt-à-porter, sinó com a una arquitectura de l'art, que es troba molt prop de conceptes metafísics. En el seu procés creatiu, el dissenyador es lliurava als materials i deixava que ells fossin els que definissin el seu estil. El primer pas era descobrir en els materials les seves inclinacions naturals, com ara la silueta que dibuixa en la seva caiguda i les sensacions que provoca a la pell. Per a Miyake, aquestes serien les que definirien el seu destí.
Miyake va fer ús de la més avançada tecnologia tèxtil, la qual li va permetre desterrar gairebé per complet l'ús de botons, costures i altres elements aliens a l'essència de la peça.

## Premis i reconeixements
- El 1993 és condecorat Cavaller de l'Ordre Nacional de la Legió d'Honor de França.
- El 1999 és inclòs dins de la llista "Els asiàtics més influents del segle XX" per la revista Time.
- L'any 2005 fou premiat amb el Praemium Imperiale d'escultura de la Japan Art Association.
- El 2006 va obtenir el Premi Kioto d'Art i Filosofia de la fundació japonesa Inamori.
- El 2010 se li va atorgar l'Ordre de la Cultura del Japó.[9]

## Línies de productes

### Pleats Please

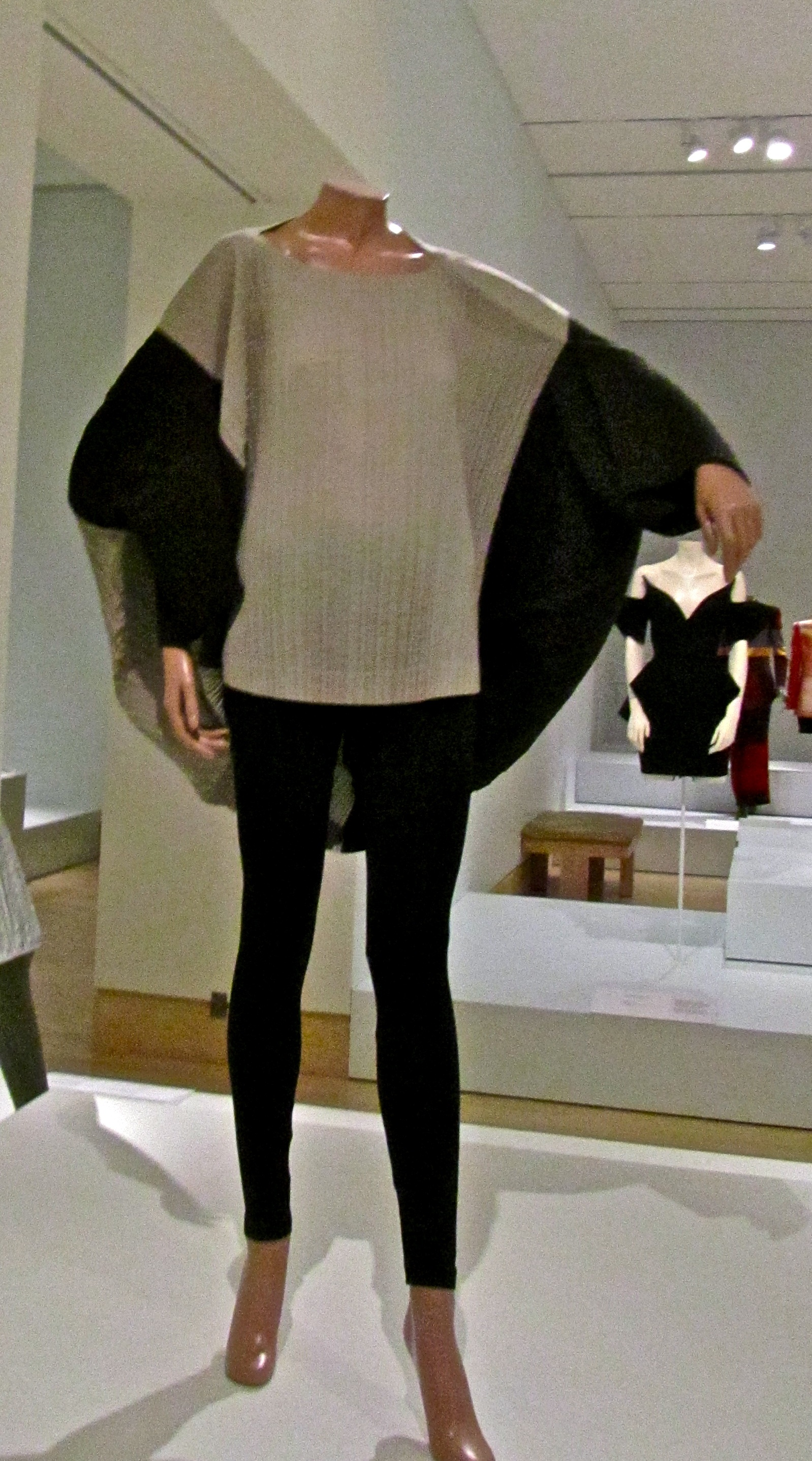
Issey Miyake Rhythm Pleats sèrie del 1990

Entre 1996 i 1998, el dissenyador japonès va convidar quatre artistes a col·laborar en l'elaboració d'impressions per a la seva línia de roba Pleats Please. Un dels noms triats va ser el de Yasumasa Morimura, conegut per les seves imatges multimèdia on s'apropia i transforma representacions clàssiques de l'art occidental. El resultat tot sovint barrejava les imatges de dona i home, Orient i Occident, el cos vestit i el despullat, en una interpretació contemporània d'una pintura clàssica aplicada a la moda.
L'econòmic polièster industrial que Miyake va descobrir a la incansable cerca de materials, el desenvolupament d'un procés permanent i la disponibilitat de sofisticades màquines de prisat d'alta tecnologia, van donar lloc al naixement de Pleats Please com a producte, vint anys després que Miyake es va proposar a inventar roba per a un públic ampli.
Al seu retorn de París al Japó, Miyake va fundar el Miyake Design Studio i va presentar en les col·leccions de París unes creacions que s'allunyaven de la confecció europea i avançaven cap a la seva idea d'una peça de tela: "El cap humà, el tors, els braços i les cames tenen funcions diferents, però pertanyen a un mateix cos". Aquesta idea “d'una peça de tela” va desembocar en peces on la seva creació es confirma només en el moment en què algú se les posa. Peces que amb una llibertat compartida duen el seu estil tant en qui les porta com en qui les dissenya. A més, la idea de roba feta d'una sola peça que cobreixi el cos i elimini les marques de classe o rang social, és el primer concepte amb el qual el creador va connectar Orient i Occident.
Al llarg del procés, Miyake va seguir investigant com adaptar els materials japonesos a la vida i a l'eficàcia moderna. El prisat de les Pleats Please és el resultat de la seva pacient recerca. Va descobrir que l'expressió dels teixits varia completament segons com es pleguin, i no va deixar de practicar aquesta tècnica.
Però Miyake va seguir evolucionant i va sorgir Pleats Please. Sense dubtes, el catalitzador per l'evolució de Pleats Please va ser el contacte de Miyake amb el ballet alemany dirigit per William Forsythe cap al 1988. Les peces Pleats Please neixen el 1993 i són peces de roba elaborades amb alta tecnologia que es poden portar en qualsevol ocasió i s'adapten amb elegància a qualsevol tipus de cos.
Pleats Please, que segueix sent el best-seller tèxtil de la marca, consisteix en la creació d'una peça tres vegades més gran de la seva mida i posteriorment doblegada, planxada i recosida perquè les línies es mantinguin.
Actualment els Pleats Please s'han estès per tot el món. Segons el dissenyador, en expressar-se la personalitat individual de cadascuna de les dones que porten les peces, han adquirit un anonimat que encaixa a la perfecció amb la nostra societat moderna. L'energia del disseny de Miyake que impulsa aquests productes anònims radica en la força del treball en equip, en la recerca de materials i formes, en la seva tècnica, en una inventiva que combina l'alta tecnologia amb l'artesania i, per acabar, pel fet que capta les noves demandes de la societat.

### A-Poc

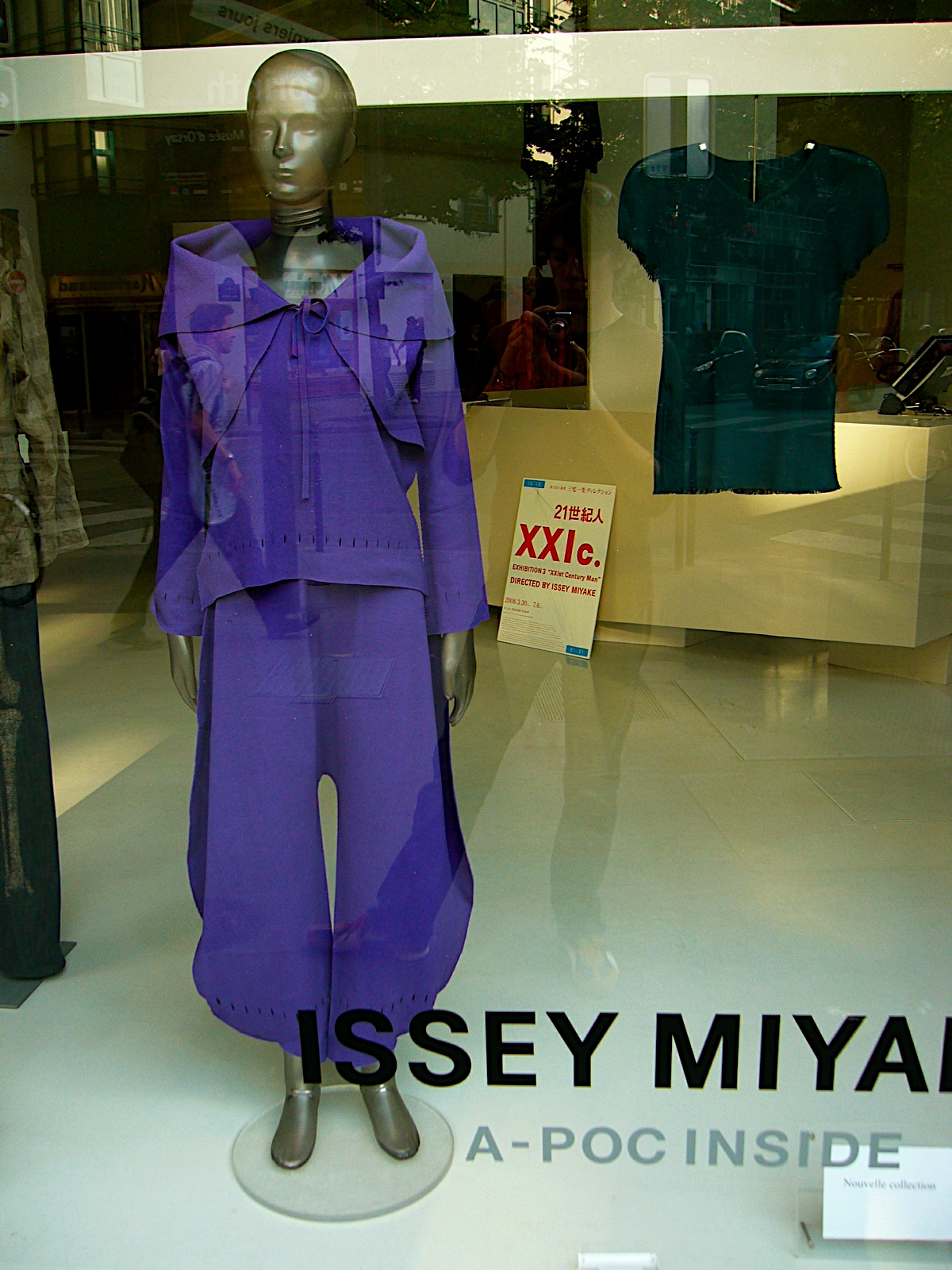
Un conjunt de la col·lecció A-POC d'Issey Miyake

El concepte abans esmentat es converteix en el fonament de tota l'obra posterior de Miyake, especialment en la seva segona gran sèrie, l'A-Poc (A piece of Cloth, un tros de tela). Igual que en el quimono, el principi fonamental no depèn de tallar la tela, sinó de respectar la integritat dels materials i la forma. Aquesta base conceptual va canviar els convencionalismes existents i es va acabar convertint en una altra forma d'una renovada producció.
Juntament amb els teixits prisats, Miyake també es va interessar pel punt tubular i va començar a investigar sobre les característiques funcionals del gènere de punt. La constant evolució i experimentació de Miyake va portar a unir el punt amb la tecnologia d'avantguarda i així va néixer la línia "A-POC" (A piece of Cloth, un troç de roba), en què un revolucionari sistema de confecció, on s'utilitzava una teixidora industrial electrònica, tallava sobre grans superfícies de teixit el patró del model en una única peça, sense costures. A més, també involucrava al client que podia decidir, per exemple, sobre el llarg de la peça. Sovint, Miyake no resulta molt explícit sobre com portar les seves peces, de manera que reserva part del procés creatiu per al portador de la peça en qüestió. D'aquesta manera, el dissenyador deixa un espai per a la individualitat, enmig d'una tendència creixent cap a l'estandardització del sector de la moda.
Suzy Menkes, l'editora en cap de l'International Herald Tribune, anomena aquest procés com "Talla't el teu propi Miyake", suggerint que es tracta d'un tipus de vestit que es pot fer un mateix. En el segle xxi, els consumidors estan acostumats al bricolatge, als magatzems d'autoservei, als caixers automàtics i a les estacions de servei de gasolina. Teòricament, el concepte A-Poc no és gaire diferent.
Al Milan Furniture Fair de 2006, un projecte d'A-Poc amb la col·laboració entre Miyake i el dissenyador Ron Arad representa la tapisseria que pot canviar el cobriment de la roba. S'utilitza Gemini per cobrir un seient, difuminant les vores de la cadira de disseny, amb roba. Aquest nou concepte de disseny es converteix, en part, en la mateixa actuació de l'usuari (una part inherent del procés d'A-Poc). La part interactiva que el consumidor té, no només en el procés de decisions, sinó també en l'ús de les peces individuals, és molt important per a aquestes peces. Pot arribar a ser la mesura dels compradors individuals i Miyake sosté que "La gent està esperant alguna cosa divertida on sentin que podem crear junts". A-Poc va ser presentat inicialment a l'École des Beaux-Arts de París a la tardor de 1999, i poc després a la seva botiga de Tòquio.
Si bé és vist per alguns com un truc de màrqueting i per altres com una visió utòpica d'una idea del progrés tecnològic, aquest nou enfocament de la moda va tenir èxit a Tòquio. Però a Occident, on se sosté que en general es triguen vuit anys perquè una tendència revolucionària es consolidi, sembla que es necessitarà més temps perquè el concepte d'A-Poc trobi el seu equilibri. Conceptualment, pot ser que sigui massa difícil comprendre'l per als compradors de moda occidentals d'avui.

### Bao Bao
Va néixer l'any 2000 com una bossa dins de la gamma Pleats Please, i va ser batejat amb el nom de Bilbao. La seva singular estructura està feta a base de prismes modulables que proporcionen rigidesa i flexibilitat al mateix temps. És una línia de bosses amb el tema de "formes fetes per casualitat", un invent que es va aplicar a diferents productes arribant a desenvolupar-se com marca pròpia: Bao Bao Issey Miyake.

### Haat
Haat emergeix de les col·leccions de tardor hivern del 2000, i porta el nom d'un triple joc de paraules amb diferents significats. La primera és "Haat" que significa "mercat del poble" en sànscrit (una col·lecció que inclou una àmplia gamma de tècniques tèxtils i d'estètica). La segona és "Hearth" (cor), referint-se als mètodes tradicionals i establerts darrere de les modes actuals. La tercera, "Haath", és una paraula també sànscrita que significa "mans" i transmet els matisos subtils que sorgeixen de la col·laboració entre el disseny del Japó i l'artesania de l'Índia.
El director creatiu de Haat és Makiko Minagawa, directora tèxtil per Issey Miyake des de l'inici de la companyia. En poques paraules, la marca Haat ofereix roba i accessoris que transmeten la calor de la mà de l'artesà amb la garantia del gaudi etern.

### 132 5. Issey Miyake
"132 5. Issey Miyake", desenvolupat per Issey Miyake i el seu Laboratori de Realitat, és alhora una nova etiqueta i una nova evolució d'"un tros de tela".
El procés pel qual es fa la roba és innovador, utilitzant un algoritme matemàtic: en primer lloc, una varietat de formes tridimensionals són concebudes amb un programa de modelatge informàtic dissenyat per l'enginyer informàtic Jun Mitani. El programa dissenya les formes tridimensionals de les peces, que després són modelades en paper afegint talls i línies de plegat fins que la forma final pot ser aplanada, premsant-la amb calor. Es produeixen camises, faldilles, vestits i bosses, però tots doblegats i aplanats. Aquestes robes són importants, no només per al procés pel qual van ser fetes, sinó també perquè es realitzen amb productes de PET reciclat, de vegades en combinació amb altres fibres reciclades.

## Tècniques i Materials
Miyake utilitzava les tècniques tradicionals de tenyit, prisats, drapejats, recoberts de manera consistent en el seu treball. Això restableix les antigues formes d'art de Shibori, o tye die, i plegat d'origami o paper, en el vestir contemporani. El paper doblegat té un significat religiós al Japó, sovint lligat a cordes de palla i amb plecs que empren una varietat de materials diferents, incloent roba de crépe, teixit, cotó, polièster i tricot jersei. Pel prisat va representar l'última funcionalitat, juntament amb una excel·lent textura superficial.
Miyake feia referència al seu patrimoni cultural a través dels tèxtils de moltes maneres diferents.
Al principi de la seva carrera, Miyake produïa peces en teixit i tècnica "sashiko" (una forma japonesa de cotó encoixinat), utilitzat tradicionalment pels camperols japonesos com una alternativa al denim.
També va utilitzar un teixit anomenat "tabi-ura", anteriorment reservat pels fons de la mitjana japonesa.
I l'"aburi-gami", un paper fet a mà normalment utilitzat per a la fabricació de para-sols i llanternes, que sovint es teixeix en dissenys tradicionals del tipus ikat, impresos amb planxes de fusta. Aquest treball semitransparent pot recordar la confecció dels prisats de Miyake del 1989, on la llum es difon i suavitza.

## Cronologia
1938: 
- Nascut el 22 d'abril a Hiroshima, Japó.

1970:
- Obre el Miyake Design Studio.

1971:
- Primera col·lecció a l'estranger, a Nova York.

1973
- S'incorpora a la "Federació Francesa" i presenta a París la seva primera col·lecció.

1983-1985:
- Exposició "Issey Miyake Espectacle: Bodyworks" que viatja a Tòquio, Los Angeles, San Francisco i Londres.

1986:
- Col·labora amb Irving Penn, amb el resultat d'una sèrie de llibres i cartells.

1988:
- Exposició "Issey Miyake A-UN" al Museu d'Arts Decoratives de París

1991: 
- Un prototip de Pleats Please es presenta en la col·lecció d'Issey Miyake per la col·lecció de la tardor-hivern del 1991 a París.
- Dissenya els vestits per al ballet de Frankfurt interpreta "The loss os Small Detail", de William Forsythe, amb prisatges de tricot de polièster.

1992: 
- Els Pleats Please es comencen a vendre sota la marca Issey Miyake.

1993: 
- La botiga Issey Miyake d'Aoyama es presenta amb la col·lecció de Pleats Please.
- Presentació de Pleats Please a París al final de la col·lecció d'Issey Miyake de la primavera-estiu de 1994.
- Condecorat Cavaller de l'Ordre Nacional de la Legió d'Honor de França.

1994: 
- S'introdueix l'estampat per transferència en prisatges.

1995: 
- Les obres de l'artista gràfic Tadanori Yokoo s'imprimeixen en les invitacions per la presentació de la col·lecció d'Issey Miyake a París tardor-hivern 95, i s'estampen també a peces Pleats Please.
- Neix "Madame T", un quitó multi usos confeccionat a partir d'un rectangle amb uns talls pels braços.
- S'adopta una tela més gruixuda (confeccionada amb fil de més de 50 deniers) per l'hivern.

1996: 
- S'obre la botiga Pleats Please del barri de Saint-Germain-des-Près de París.
- La "Guest Artist Series nº1-Yasumasa Morimura" es presenta juntament amb diversos prisatges pintats per diferents artistes a la Biennal de Florència.
- S'introdueixen tintes més vives i la possibilitat de crear teixits de colors brillants, que es converteixen en característics de Pleats Please.
- S'introdueix la impressió per injecció de tinta.
- S'afegeixen cremalleres, que aporten funcionalitat i diversitat.

1997: 
- Es presenta la "Guest Artist Series n.º2-Nobuyoshi Araki".
- S'obra la botiga Pleats Please de Brook Street, Londres.
- Es presenta l'"Elfin Light K sèries", una col·laboració amb el dissenyador gràfic Mitsuo Katsui.
- Es premsa en calent el material pa d'or de plata, sobre el prisatge per aportar lluminositat i brillants.
- La impressió per injecció de tinta permet unes textures més realistes, com l'efecte de roba texana. Es popularitza el trompe-l'oeil i es reprèn en col·leccions posteriors.

1998: 
- Es presenta la "Guest Artist Series n.º3-Tim Hawkinson".
- S'obre la botiga Pleats Please del Soho a Nova York.
- La "Guest Artist Series" s'exhibeix en l'exposició "Issey Miyake Making Things" a la Fondation Cartier de París. Té lloc la performance "Dragon Explosion" de Cai Guo-Qiang.
- Es presenta la "Guest Artist Series n.º4-Cai Guo-Qiang".
- Es desenvolupen materials de malla. S'introdueix el tractament de flocs.
- Es confeccionen peces amb retalls com a causa d'una iniciativa ecològica.
- Es presenta la primera col·lecció A-POC de primavera-estiu.

1999:
- S'obre la botiga Pleats Please de Marunouchi a Tòquio i la de la rue des Rosiers, al barri del Marais de París.
- Totes les "Guest Artist Series" s'exhibeixen en l'exposició "Issey Miyake Making Things" a la galeria Ace de Nova York.
- S'introdueix l'estampació en les mateixes cares de la tela mitjançant calor i pressió.
- Amb el tractament hidro repel·lent teflon, es confeccionen impermeables i altres peces anti taques que retenen la calor.
- Inclòs dins de la llista "Els asiàtics més influents del segle XX" per la revista Time.

2000:
- Totes les "Guest Artist Series" s'exhibeixen en l'exposició "Issey Miyake Making Things", al Museu d'Art Contemporani de Tòquio.
- Col·laboració amb la pintora Mimi Yokoo.
- S'obre la botiga Pleats Please de Minami-Aoyama, Tòquio.
- Es desenvolupa un nou material, denominat "Evening Pleats" de textura sedosa, per a peces de nit.
- El nou material "Miracle Dice" permet formes enèrgiques amb patchwork.
- Neix la sèrie de bosses "Bilbao" que evolucionarà fins a convertir-se en la marca independent "Bao Bao Issey Miyake" en el 2010.

2001:
- La tècnica de "Keshi Pleats" permet amb un control precís de la màquina, fer plecs només a unes parts de la peça.
- Es crea el "Clip Coat" amb un tractament tèrmic de pressió en una màquina d'impremta. És una peça molt fina, lleugera i còmoda de portar.
- Exposició "Fen A-POC: Issey Miyake i Dai Fujiwara" al Museu Vitra Design de Berlín.

2002:
- Es desenvolupa el delicat prisatge "Mist", amb volums d'un mil·límetre d'ample.
- S'introdueix la combinació de talls de polièster i cotó. El diferent volum dels dos teixits produeix un efecte interessant.
- Es crea un nou material combinant un tractament d'enrotllat i un de pressió. La primera sèrie que surt d'aquest material es denomina "Fish", perquè la peça enrotllada es disposa en forma de peix per a sotmetre-la a la pressió.
- Adopció d'unes puntes confeccionades amb un tractament ultrasònic.
- Arranca "+ A-POC", amb un procés de "creació de forma única" dirigit per ordinador (en el 2007 es converteix en "A-POC inside").

2003:
- En ocasió del 10è aniversari de la marca, el mes de febrer es publica un article especial en l'edició japonesa de la revista Elle.
- S'introdueix el "One-point T" amb figures de personatges de còmic.
- S'afegeix un tractament amb CO₂ al tractament ultrasònic per crear puntes, cosa que permet una major varietat d'estils.
- S'inicia la producció de materials originals per a cada temporada.
- Es completa el "Cotton Mix", un nou material fet amb una barreja de fils de cotó i de polièster. Té les característiques del polièster i el tacte del cotó.
- Exposició "Nannano? A-POC Miyake Issey + Fujiwara Dai" a la Galeria Axis de Tòquio.

2004:
- Es desenvolupen les "Rib Pleats", on la seva suavitat s'obté mitjançant volums còncaus i convexos.
- S'adopta el fil "fuldul" per obtenir un teixit més opac i evitar les transparències.
- S'introdueixen els "Clip Pants", tallats per procediment tèrmic i tractats amb una màquina de segellat ultrasònic, que es convertiran en un èxit durador.
- Crea la Fundació Issey Miyake.

2005:
- Els Pleats Please són els únics elements de vestir que es veuen en l'exposició "Big Bang, creation and destruction in 20th Century Art" del Centre Pompidou de París.

2006:
- Es confeccionen pantalons, abrics,etc. amb un teixit de jacquard de disseny complex.

2008:
- La sèrie "Colored Pencil Box" es ven en edició limitada.
- Es confeccionen bosses d'alumini a partir d'alumini i tela.
- Es creen els complements "Oh-Tube" amb "Rib Pleats": peces pel coll i escalfadors per als braços.

2009:
- Es presenta la sèrie "Tatami", amb la textura d'un tatami japonès.
- Es crea l'estola "Quatre Madame T", amb un teixit de doble capa en quadricromia.

2010:
- Se superposa un altre material al tricot de polièster mitjançant la perforació amb agulles per a obtenir una textura esponjosa similar al feltre.

2011:
- Realització en col·laboració amb el Museu Nezu de Tòquio, de la sèrie "Kakit-subata", inspirada en la col·lecció de Körin Ogata "Kakitsubata Drawings", que forma part del museu.
- Es desenvolupa un nou material que combina lli amb polièster.[18]

2013:
- Dissenya una col·lecció per home amb prisats, per l'esdeveniment de l'"Aomori University Men's Rhythmic Gymnastics Team" amb la coreografia i la direcció de Daniel Ezralow.

2014:
- Participa en el 30 aniversari de l'exhibició "Memoire Vives" de la Fondation Cartier pour l'Art Contemporain, amb l'exposició "IN-EI Issey Miyake".

2022:
- Mor divendres 5 d'agost, a causa d'un càncer de fetge, en un hospital de Tòquio, notícia difosa pel Miyake Design Studio el dimarts següent.[19]